# Henri Chermezon
Henri Chermezon (1885-1939) est un explorateur et botaniste français qui se spécialisa dans la flore tropicale.
Il collabora régulièrement à la Flore de Madagascar et des Comores avec d'autres botanistes, comme Henri Perrier de La Bâthie ou Jean Henri Humbert.

## Quelques publications
- 1910. Recherches anatomiques sur les plantes littorales
- 1922. Sur quelques Cypéracées nouvelles de Madagascar. 7 pp.
- 1924. Cypéracées récoltées à la Guyane par M. Lemée. 1.054 pp.
- 1925. Diagnoses de Cypéracées nouvelles de Madagascar. 22 pp.
- 1926. Sur la structure de la feuille chez le Fimbristylis miliacea. 269 pp.
- 1930. Les Cypéracées du Haut-Oubangui, Caen, éd. René Viguier. 56 pp.
- 1931. Révision des Cypéracées de Madagascar, 2e partie
- 1931a. Synopsis des Cypéracées de Madagascar
- 1931b. Colonie de Madagascar et dépendances. Cyperaceae
- Émile Jahandiez et Henri Chermezon. 1939. Le Monde des plantes, in: Le Monde des Plantes - Série V, N° 235[1]